# Eugalta pulchra
Eugalta pulchra là một loài tò vò trong họ Ichneumonidae.